# Metzgeriidae
Die Metzgeriidae sind eine Unterklasse der Lebermoose und umfasst einfache thallose Moose.

## Merkmale
Die Vertreter sind stets thallos, blattähnliche Anhänge kommen nie vor. Die Thalle können groß, fleischig und undifferenziert sein (wie bei Verdoornia und Aneura) oder klein, zierlich und in Mittelrippe und Flügel differenziert (wie bei Metzgeria). In der Familie Metzgeriaceae fehlen Ölkörper, bei den anderen kommen ein bis mehrere große oder kleine Ölkörper pro Zelle vor. Die Rhizoiden sitzen an der Mittelrippe, es gibt aber auch Rhizoiden entlang des Thallusrandes.
Antheridien und Archegonien stehen jeweils in Gruppen in scharf abgegrenzten Gruppen an speziellen Thalluszweigen. Die Antheridien sind kurz gestielt. Die Archegonien sind häufig reduziert und gering an Zahl.
Die Sporophyten sind in einem fleischigen Gewebe eingebettet, das als Calyptra oder Perigynium angesprochen wird. Andere Schutzeinrichtungen fehlen. Die Kapsel ist vierklappig oder öffnet sich mit einem seitlichen Schlitz. Die Elateren sind einfach gedreht oder nicht gedreht, und eher kurz. Die Sporen sind häufig unter 20 Mikrometer groß.
Die Verbindung zwischen Gametophyt und Sporophyt ist folgendermaßen ausgebildet: auf beiden Seiten fehlen den Plazenta-Zellen Einstülpungen der Zellwand. Im Zwischenraum befinden sich kollabierte Zellen, die vom Gametophyten stammen. Dieses Fehlen von Transferzellen in der Gametophyten-Generation wird als Reduktion interpretiert.
Ungeschlechtliche Vermehrung kommt häufig vor.
Die häufigste Chromosomenzahl ist n = 9, es kommen aber auch n = 8, 10, 18 und 20 vor.

## Systematik
Die Unterklasse wurde von Bartholomew-Began 1990 aufgestellt für die einfachen thallosen Lebermoose („Jungermanniales anacrogynae“). Die Metzgeriidae stellen wahrscheinlich eine eher junge evolutionäre Linie von sekundär thallosen Lebermoosen dar. In der hier dargestellten Systematik umfasst sie zwei Ordnungen mit elf Gattungen und rund 330 Arten.
Die Metzgeriidae werden wie folgt untergliedert.
- Ordnung Aneurales
  - Familie Aneuraceae
  - Familie Mizutaniaceae
  - Familie Verdoorniaceae
- Ordnung Metzgeriales
  - Familie Metzgeriaceae